# Rhinella bergi
Espèce
Synonymes
- Bufo bergi Céspedez, 2000 "1999"

Statut de conservation UICN

 LC  : Préoccupation mineure
Rhinella bergi est une espèce d'amphibiens de la famille des Bufonidae.

## Répartition
Cette espèce se rencontre entre 80 et 300 m d'altitude :
- dans le nord-est de l'Argentine ;
- dans le centre du Paraguay ;
- au Brésil à Corumbá dans l'État du Mato Grosso do Sul.

## Description
Les mâles mesurent de 34,6 à 49,8 mm et les femelles de 36 à 59,3 mm.

## Étymologie
Cette espèce est nommée en l'honneur de Carlos Berg.

## Publication originale
- Céspedez, 2000 "1999" : Una nueva especie del género Bufo del grupo granulosus (Anura: Bufonidae) del chaco argentino. Facultad de Ciencias Exactas y Naturales y Agrimensura, vol. 15, p. 69-82 (texte intégral).